# الطابق الأرضي (مسلسل)
الطابق الأرضي (بالإنجليزية: Ground Floor) مسلسل كوميدي أمريكي، من إعداد بيل لورنس وغريغ مالينز. بدأ عرضه من 14 نوفمبر، 2013 حتى 10 فبراير، 2015 على قناة "TBS". بطولة سكايلر أستين، بريغا هيلان، روري سكوفل وجون سي. مكغينلي. يتابع المسلسل حياة برودي، المحاسب الناجح الذي يقع في حُب جيني، مشرفة صيانة تعمل مع برودي في نفس البناية.

## قصة المسلسل
يتابع المسلسل حياة برودي (سكايلر أستين)، محاسب شاب ناجح، يعمل في شركة ريمينغتون ترست، بعد قضائه ليلة مع جيني (بريغا هيلان)، يكتشف برودي بإنها تعمل في صيانة البناية التي يعمل بها.

## الممثلين

### شخصيات رئيسية
- سكايلر أستين بدور برودي كارول موير
- بريغا هيلان بدور جيني ميلر
- روري سكوفل بدور مارك «هارفارد» شرايك
- ريني غوب بدور مايك «ثري بيت» وين
- جيمس إيرل بدور ديريك دوبري
- الكسيس ناب بدور توري (الموسم الأول)
- جون سي. مكغينلي بدور ريمينغتون ستيوارت مانسفيلد
- إيميلي هيلر بدور ليندزي هاريس (الموسم الثاني)

### شخصيات متكررة
- آنا كامب بدور هيذر

## نظرة عامة
| الموسم | الموسم | عدد الحلقات | تاريخ العرض    | تاريخ العرض    |
| الموسم | الموسم | عدد الحلقات | العرض الأول    | العرض الاخير   |
| ------ | ------ | ----------- | -------------- | -------------- |
|        | 1      | 10          | 14 نوفمبر 2013 | 16 يناير 2014  |
|        | 2      | 10          | 9 ديسمبر 2014  | 10 فبراير 2015 |

## الحلقات

### الموسم الأول (2013-14)
| التسلسل الإجمالي | تسلسل الموسم | عنوان الحلقة           | إخراج        | كتابة                            | تاريخ العرض    | رمز الإنتاج | عدد المشاهدين (بالمليون) |
| ---------------- | ------------ | ---------------------- | ------------ | -------------------------------- | -------------- | ----------- | ------------------------ |
| 1                | 1            | «الحلقة التجريبية»     | غايل مانكوسو | غريغ مالينز و بيل لورنس          | 14 نوفمبر 2013 | 296030      | 1.63                     |
| 2                | 2            | «خارج السباقات»        | غايل مانكوسو | جيف آستروف                       | 14 نوفمبر 2013 | 2M6452      | 1.20                     |
| 3                | 3            | «المكتب الجديد»        | غايل مانكوسو | جيسن بيلفيل                      | 21 نوفمبر 2013 | 2M6453      | 1.42                     |
| 4                | 4            | «الهدية»               | غايل مانكوسو | بيل مارتن و مايك شيف             | 5 ديسمبر 2013  | 2M6454      | 1.26                     |
| 5                | 5            | «خُذني إلى المباراة»    | غايل مانكوسو | جيف آستروف                       | 12 ديسمبر 2013 | 2M6456      | 1.52                     |
| 6                | 6            | «لو كنت رجلا غنياً»     | غايل مانكوسو | جويل تشرتش-كوبر و ريني غوب       | 19 ديسمبر 2013 | 2M6457      | 1.70                     |
| 7                | 7            | «المرأة في الأعلى»     | غايل مانكوسو | بيل مارتن و مايك شيف             | 26 ديسمبر 2013 | 2M6455      | 1.62                     |
| 8                | 8            | «الثنائي الديناميكي»   | غايل مانكوسو | جيسن بيلفيل                      | 2 يناير 2014   | 2M6458      | 1.52                     |
| 9                | 9            | «القرار: الجزء الأول»  | غايل مانكوسو | جيني لي                          | 9 يناير 2014   | 2M6459      | 1.59                     |
| 10               | 10           | «القرار: الجزء الثاني» | غايل مانكوسو | جيف آستروف، بيل مارتن و مايك شيف | 16 يناير 2014  | 2M6460      | 1.33                     |

### الموسم الثاني (2014-15)
| التسلسل الإجمالي | تسلسل الموسم | عنوان الحلقة                   | إخراج           | كتابة                            | تاريخ العرض    | رمز الإنتاج | عدد المشاهدين (بالمليون) |
| ---------------- | ------------ | ------------------------------ | --------------- | -------------------------------- | -------------- | ----------- | ------------------------ |
| 11               | 1            | «غير مُسامَح»                    | غايل مانكوسو    | جيف آستروف                       | 9 ديسمبر 2014  | 2M6751      | 1.35                     |
| 12               | 2            | «مخبوز و محمص»                 | فيل لويس        | بيل مارتن و مايك شيف             | 16 ديسمبر 2014 | 2M6752      | 1.43                     |
| 13               | 3            | «مُحتل الأماكن»                 | جودي هان        | جيسن بيلفيل                      | 23 ديسمبر 2014 | 2M6753      | 1.28                     |
| 14               | 4            | «الإنفصال»                     | جودي هان        | سيندي كابونيرا                   | 30 ديسمبر 2014 | 2M6754      | 1.71                     |
| 15               | 5            | «مانو-مانسفيلد»                | ستيف زاكرمان    | جويل تشرتش-كوبر                  | 6 يناير 2015   | 2M6755      | 1.43                     |
| 16               | 6            | «الحب و كرة السلة»             | فيل لويس        | لاورا موران                      | 13 يناير 2015  | 2M6756      | 1.42                     |
| 17               | 7            | «الزواج الملعون»               | روبي كاونتريمان | جيف آستروف                       | 20 يناير 2015  | 2M6757      | 1.59                     |
| 18               | 8            | «مانسفيلد الذي أتى إلى العشاء» | فيل لويس        | بيل مارتن و مايك شيف             | 27 يناير 2015  | 2M6758      | 1.67                     |
| 19               | 9            | «عرض الزواج: الجزء الأول»      | إيريك دين سيتون | جيسن بيلفيل                      | 3 فبراير 2015  | 2M6759      | 1.34                     |
| 20               | 10           | «عرض الزواج: الجزء الثاني»     | غايل مانكوسو    | جيف آستروف، بيل مارتن و مايك شيف | 10 فبراير 2015 | 2M6760      | 1.42                     |

## وصلات خارجية
- الموقع الرسمي
- الطابق الارضي على موقع IMDb (الإنجليزية)
- الطابق الارضي على موقع ميتاكريتيك (الإنجليزية)
- الطابق الارضي على موقع روتن توميتوز (الإنجليزية)
- الطابق الارضي على موقع كينوبويسك (الروسية)
- الطابق الارضي على موقع ألو سيني (الفرنسية)
- الطابق الارضي على موقع قاعدة بيانات الفيلم (الإنجليزية)